# Portale della canzone italiana
Il Portale della canzone Italiana è stata una piattaforma per l’ascolto on line del patrimonio sonoro di un secolo della canzone italiana.
Il sito, realizzato per iniziativa del Ministero dei beni e delle attività culturali e del turismo guidato dal ministro Dario Franceschini, si è avvalso dell’accordo con i maggiori servizi di ascolto in streaming attivi nel nostro paese. A partire dell'Istituto centrale per i beni sonori ed audiovisivi (ex Discoteca di Stato) in collaborazione con Spotify (partner principale), Google Play Music, Apple Music e Tim Music.

## Struttura del portale
Al momento iniziale l'archivio aveva la disponibilità di oltre 200mila brani musicali appartenenti all'arco temporale che va dal 1900 al 2000; in previsione il numero dei brani verrà implementato al ritmo di circa cinquemila pezzi al mese.
Il portale è fruibile in sette lingue (inglese, francese, spagnolo,  tedesco,  russo, cinese  e giapponese).
Il portale è suddiviso in 4 sezioni:
- canzone italiana 1900-1950
- canzone italiana 1950-2000
- tradizioni popolari
- contributi speciali[4]

### 1900-1950
Nella prima metà del XX secolo il repertorio nazionale è composto in larga parte di canzoni in lingua, canzoni napoletane, brani dialettali, motivi folkloristici, strumentali e musiche da ballo. Un ruolo secondario ma importante rivestono anche l’innodia (civile, patriottica, religiosa) e il canto popolare (canzoni di protesta, di propaganda, canti degli alpini e canti di guerra). La discografia italiana dell'epoca comprende incisioni a 78 giri. 

### 1950-2000
Nella seconda metà del XX secolo il panorama della canzone italiana diviene più composito. I grandi cambiamenti avvegono a cavallo fra gli anni cinquanta e i anni sessanta: a causa della maggiore diffusione, tramite i supporti a 45 e 33 giri, delle influenze dei generi stranieri, quali: il jazz, la chanson, il Rock and roll. Una nuova generazione di autori e interpreti prendono le distanze dalla tradizione melodica e danno origine a un profondo processo di rinnovamento. 
Negli anni sessanta i cantautori del beat e del pop eseguono molte cover ma anche creazioni originali.
Parallelamente nasce anche il movimento del folk revival: manifestazioni culturali che gli anni del Fascismo erano divenute marginali. Dalla fine degli anni 1960 e i primi anni settanta ci fu una politicizzazione della musica (canzoni d'autore e di protesta e rock). Negli anni ottanta la discografia nazionale è casratterizzata da una frammentazione in generi e sottogeneri, parzialmente accolti con successo sui mercati esteri. Negli ultimi 20 anni del secolo, con l'avvento della globalizzazione, riescono a radicarsi di stili globali come il reggae e, successivamente, il rap. Con quest'ultimo, in particolare, molti autori recuperando il dialetto. Ma è soprattutto l’acquisizione di una mentalità “globalista” (senza frontiere) a caratterizzare buona parte della produzione, laddove elementi di ‘italianità’ sopravvivono in nicchie a volte percepite come conservatrici, a volte come ‘resistenti’ all’omologazione.

### Tradizioni popolari
La sezione del portale Tradizioni popolari è dedicata alla produzione di canzoni e altro materiale espressivo da parte di informatori non professionisti, registrato sul campo a partire dall'inizio degli anni sessanta. Numerosi documenti sono tratti dall’AELM (Archivio Etnico Linguistico-Musicale) dell'Istituto Centrale per i beni sonori ed audiovisivi che costituisce una delle collezioni più interessanti e inedite per ricostruire la realtà culturale e linguistica delle Regioni d’Italia. L’AELM nato nel 1962 per opera di Diego Carpitella, etnomusicologo e Antonino Pagliaro, glottologo, ha rappresentato una delle ultime e più importanti campagne sistematiche di rilevazione e registrazione di tradizioni popolari prima della generale omologazione linguistico/culturale del Paese. 
La collezione dell’AELM, divisa per regioni, è caratterizzata da una impostazione dialettologica-musicale. Questa comprende musica etnica e folkloristica, narrativa di tradizione orale e favolistica, spettacoli e rappresentazioni popolari, musica liturgica e rituale, dialetti delle isole alloglotte italiane, comunità italiane all'estero. 

### Contributi speciali
Questa sezione del Portale permette di approfondire la conoscenza del settore musicale italiano, completando gli ascolti con notizie, discografie e curiosità aggiornate di continuo. In particolare propone mostre virtuali su tematiche specifiche, anche collegate alle playlist; notizie biografiche su artisti ed autori; sezioni iconografiche e documentarie; cataloghi speciali (quali le tradizioni popolari regionali o, tra canto e poesia, le collezioni di ottave improvvisate). 
I contributi sono quelli dell'OPAC, il catalogo nazionale del Servizio Bibliotecario Nazionale (SBN), a cui sono stati accorpati i dati dell’Istituto centrale per i beni sonori ed audiovisivi (ICBSA) nell’indice generale - di circa 300.000 documenti e di circa 1.500.000 di spogli, in gran parte registrazioni sonore.